# 5いっしょ3ちゃんねる

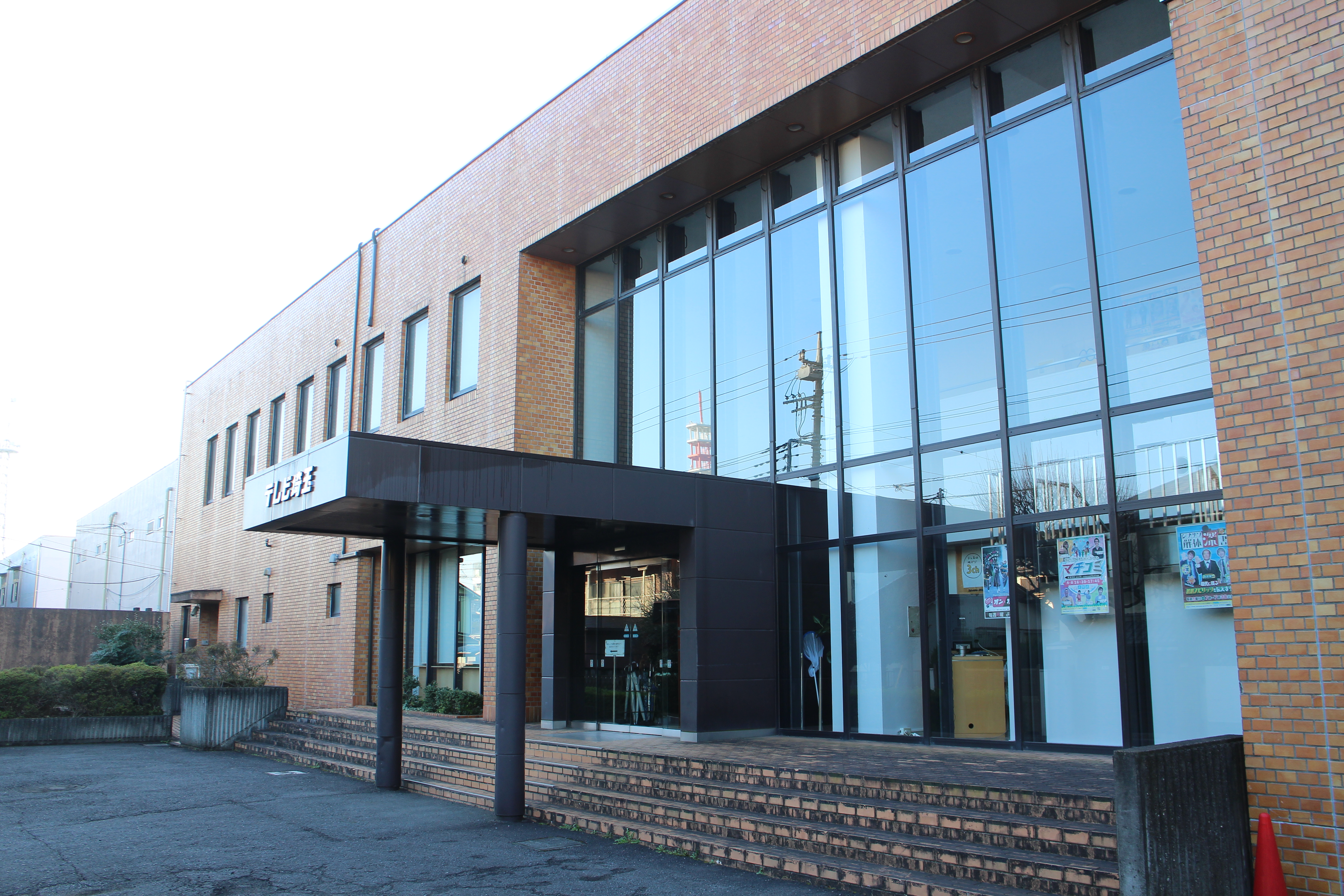
幹事社であるテレビ埼玉本社屋

5いっしょ3ちゃんねる（ごいっしょさんちゃんねる）は、2011年6月1日より展開されている、関東地方の全国独立放送協議会所属の5局で構成される「関東独立5局会」による、5局協力体制の呼称。テレビ埼玉事務局よりプレスリリースが公表され、明らかになった。

## 概要
「5いっしょ3ちゃんねる」という呼称は、2011年3月の企画コンペで決定したものである。
関東地方の独立局のうち、地上デジタル放送移行後にリモコンキーIDが「3」になる5局が、各局を代表するバラエティ番組を30分ずつそれぞれの局に放送する。リモコンキーIDが「9」である東京メトロポリタンテレビジョンは参加していない。同組織で同時もしくは時差ネットされている番組は、2011年10月現在すべてPT枠扱いとなっており、番組内で放送されるCMは各局独自のものである。
2011年6月1日より参加各局共同でのCMを展開し、電車内の吊り広告やトレインチャンネルでの広告キャンペーンを実施した。また、5局共同制作番組・共通セールスの推進を行っていて、その第1弾として2011年10月には5局共同で『第64回秋季関東地区高等学校野球大会ダイジェスト〜ROAD TO センバツ〜』を放送した。
南関東の独立3局（テレビ埼玉、千葉テレビ放送、テレビ神奈川）においては、以前からの共同制作機構である首都圏トライアングルも継続しており、2つの共同制作機構が併存する形となる。
2012年3月より新CMの放送を開始した。このCMではテレビ神奈川だけ略称が「テレカナ」のような日本語ではなく「tvk」とアルファベットであることを他の4局から皮肉られている内容である。その後は「5いっしょ3ちゃんねる」としてのCMは永らく制作されていなかったが、2024年10月におよそ12年ぶりに、5局の都道府県名を織り込んだラップ調の新CMが制作された。
関東独立5局会で共通放送する番組のみウォーターマークが各局統一された。

## 参加局
- とちぎテレビ（とちテレ・GYT）
- 群馬テレビ（群テレ・GTV）
- テレビ埼玉（テレ玉・TVS）
- 千葉テレビ放送（チバテレ・CTC）
- テレビ神奈川（tvk）

## 番組

### 平日23時台5局同時ネット（現在は廃止）
関東独立5局会のキャンペーンが正式発足する2か月前の2011年4月より、平日 23:00 - 23:30に各局のバラエティ番組を5局同時ネットで放送している。
ただし、7月は各局で全国高等学校野球選手権大会の中継・ダイジェスト番組放送に伴い、同時ネットとならない場合もある。
また、テレビ神奈川に限っては「編成上の都合」を理由とした、レギュラー番組の休止（欠番扱いで代替放送なし）が他加盟局に比べて多い。
2014年4月からは、5局同時ネットは水曜（群馬テレビ制作枠）と木曜（とちぎテレビ制作枠）のみとなり、他の曜日（月曜のtvk制作枠、火曜のチバテレ制作枠、金曜のテレ玉制作枠）については「制作局+群馬テレビ・とちぎテレビ」の3局同時ネットとなる。2014年9月で、レギュラー放送の5局同時ネット番組はすべて終了し、以後は年1回の『秋季関東地区高等学校野球大会ダイジェスト〜ROAD TO センバツ〜』のみが5局同時ネットとして残ることになった。
2017年4月からは、とちぎテレビが全ての番組で23時台同時ネットを取り止めることになった（2017年春の改編で平日23:00台のアニメゾーンを30分繰り上げたため）。群馬テレビについても、23時台同時ネット番組は『キンシオ』、『モテ福』のみとなるため、事実上同時ネットは終焉したと言える。

#### 5局同時ネット廃止時点（2014年9月）での番組
- JOYnt!（群馬テレビ制作、水 23:00 - 23:30）
2011年の同時ネット枠に開始にあわせて立ち上げられた唯一の新番組。なお、MC・JOYの肺結核治療により番組制作に遅れが生じたため、2011年4月7日から6月22日まで穴埋めとして『犬飼さんちの犬』を放送。
2014年10月以降も群馬テレビでは水曜 23:00 - 23:30放送で継続するが、同時ネットはとちぎテレビのみとなる。チバテレは同じ水曜だが23:00よりも更に遅い時間帯の放送となる。テレ玉は金曜に、tvkは土曜に移動する。
2012年8月8日は、テレビ神奈川でロンドンオリンピック中継を放送したため、テレビ神奈川に限り当該週放送分は休止（欠番扱い）とし、代替放送は行わなかった。
2016年9月を以って、tvk・とちぎテレビではネット打ち切りとなった（一方で、10月からはTOKYO MXでネット開始）。10月以降も群馬テレビでは水曜23:00に放送するが、チバテレ・テレ玉・TOKYO MXは同時ネットしない。但し、とちぎテレビは2017年4月に木曜へ移動した扱いでネット再開となる。
- U字工事のShake-Hands!（とちぎテレビ制作、木 23:00 - 23:30）
2014年7月3日放送開始。同年9月25日までの3か月間限定番組。U字工事と与一くんによる、大田原市民とのふれあいをメインとする番組。
2014年10月以降もとちぎテレビ制作・群馬テレビ同時ネットの形で木曜23時台の枠は継続しており、栃木県内の何かしらの地域をとりあげた3ヶ月限定番組を放送している。以下の番組が放送されている。
  - U字工事の産地直送!ふれあいマーケット（第1期：2014年10月 - 12月、第2期：2015年10月 - 12月、第3期：2016年10月 - 12月） - U字工事が引き続き出演する、栃木県内の農畜産物をとりあげたロケ番組
  - 臨時職員平山あやの日光ソムリエ課（仮）（2015年1月 - 3月） - 平山あやと、日光地区観光協会ゆるキャラの日光仮面による、日光市の魅力を紹介する番組。
  - ダイアモンド☆ユカイのダイスき!道の駅（2015年4月 - 6月） - 後述する2014年の『ユカイなラーメン研究所』に次ぐ、ダイアモンド☆ユカイとさのまるがメインで出演する栃木県内のロケ番組第2弾
  - U字工事のLet'sかるたビーノ（第1期：2015年7月 - 9月、第2期：2016年8月 - 9月） - 前述の『ふれあいマーケット』に次ぐ、U字工事がメインで出演するロケ番組の第3弾で、那須町の魅力を紹介する番組。
  - U字工事の産地直送!たちつてとちぎ宅配便!（2016年1月 - 3月） - 前述の『ふれあいマーケット』の続編で、栃木県内の農畜産物をとりあげたロケ番組
  - ダニエル・カールのMr.ラーメン（2016年4月） - とちぎテレビでかつて2013年11月 - 2014年2月に放送されていた、ダニエル・カールが出演するグルメ番組であり、その中からセレクション放送。後述の『ダイアモンド☆ユカイとユカイなラーメン研究所』でも、このVTRが使用されていた。事実上、『たちつてとちぎ宅配便!』放送終了と『さのまる研究所』放送開始の間のつなぎ番組である。
  - それゆけ!さのまる研究所〜激ウマ佐野ラーメン&佐野餃子探し旅〜（2016年5月 - 7月） - さのまるが出演する番組の第3弾。佐野ラーメンの名店を、「佐野ブランド姫」の福士奈央や芸人が取材する番組。
  - ソリディーモの冠番組（23時台での放送は、2017年1月 - 3月） - タイトルのとおり、ソリディーモが出演するバラエティ番組。2017年4月以降も5局ネットで番組を継続するが、とちテレでの放送時間が30分早まるため、23時台同時ネットからは外れることになった。

#### 季節番組

##### 秋季関東地区高等学校野球大会ダイジェスト〜ROAD TO センバツ〜
第64回（2011年）以降、関東独立5局会各局の共同制作番組として、毎年10月下旬頃に行われ、翌年に行われる選抜高等学校野球大会（センバツ）出場校選定の重要大会でもある、秋季関東地区高等学校野球大会の試合結果をダイジェストで放送。当該期間の23:00 - 23:30に放送し、その間の同時ネット番組（平日のみ）は、各局別々に23:30以降に遅らせて放送する（ただし2019年以降、tvkのみ遅れネットとなり、5局同時ネットではなくなった）。原則、開催地にあるテレビ局のスタジオから放送し、番組制作も開催地にあるテレビ局が担当する。関東独立5局会の放送エリア外である茨城県・山梨県で開催される場合は、茨城県開催をテレビ埼玉、山梨県開催を千葉テレビ放送が担当する。
- 第64回秋季関東地区高等学校野球大会ダイジェスト〜ROAD TO センバツ〜
放送日：2011年10月31日 - 11月4日、23:00 - 23:30[注釈 3]
開催地：山梨県
幹事局：千葉テレビ放送
放送スタジオ：甲府CATV内スタジオ
MC：吉岡秀樹
アシスタント：木村佳那子
この番組が、制作著作としてはじめて「5いっしょ3ちゃんねる」のロゴが表記された番組である。5局のほかに、地元山梨県の甲府CATVでも放送。制作協力は山梨放送[注釈 4]、Jam（千葉テレビ放送の関連会社[注釈 5]）。番組の構成・BGM等は千葉テレビ放送の『高校野球ダイジェスト』とほぼ同様であり（この番組もJamが関わっている）、山梨県を正式な放送範囲とする局がないため、千葉テレビ放送幹事で放送。MCについても甲府CATVからではなく制作協力の2社から起用された[7]。ただし、制作に関わった山梨放送では放送されていない。
同時ネット番組のうち、『キンシオ』のみ当該週は放送を休止した。なお、テレビ神奈川に限り、『キンシオ』以外の同時ネット番組を当該週放送分は休止（欠番扱い）とし、代替放送は行わなかった。
- 第65回秋季関東地区高等学校野球大会ダイジェスト〜ROAD TO センバツ〜[8]
放送日：2012年10月27日・10月29日 - 11月1日[注釈 6]、23:00 - 23:30[注釈 7]
開催地：群馬県
幹事局：群馬テレビ
放送スタジオ：群馬テレビ第2スタジオ
MC：吉田学
前年度に引き続き5局と甲府CATVで放送。
『白黒アンジャッシュ』は一部局でゴールデンタイムに移動し[注釈 8]、『ロッケンロール』は群馬テレビのみ昼間（15:30 - 16:00）に放送[注釈 9]など、いくつかのレアケースが発生している。
- 第66回秋季関東地区高等学校野球大会ダイジェスト〜ROAD TO センバツ〜[9]
放送日：2013年10月27日-10月31日[注釈 10]、23:00 - 23:30
開催地：茨城県
幹事局：テレビ埼玉
放送スタジオ：テレビ埼玉第2スタジオ
MC：上野晃
解説：森士
茨城県には県域テレビ局がなく、更に茨城県を正式な放送範囲とする局がないため、テレビ埼玉幹事で放送。スタジオもテレビ埼玉のスタジオを使用し、開催地である茨城県内にはスタジオを設けなかった。
この年より、甲府CATVでの放送が廃止された（ただし、甲府CATVではtvkの区域外再放送が実施されているため、引き続き視聴可能）。
今回は千葉テレビ放送を除く4局は、23:00の同時ネット番組（週末は除く）を各局別々に23:30以降に遅らせて放送。千葉テレビ放送のみ、本来はアニメ枠（当時は『ブラック・ジャック21』を放送）である18:30 - 19:00に移動する。
- 第67回秋季関東地区高等学校野球大会ダイジェスト〜ROAD TO センバツ〜[10]
放送日：2014年10月25日 - 10月29日、23:00 - 23:30
開催地：千葉県
幹事局：千葉テレビ放送
放送スタジオ：千葉テレビ放送第2スタジオ
MC：黒沢幸司、木村佳那子
解説：小枝守
2011年の山梨開催以来3年ぶりに、千葉テレビ放送幹事での放送。その山梨開催でアシスタントを務めた木村が再度MCを担当する。今回も千葉テレビ放送の『高校野球ダイジェスト』をベースとし、スタジオセットも『高校野球ダイジェスト』と同じもの（青空の背景に、出場校の応援グッズなど飾り物を貼り付けている）を使用。
- 第68回秋季関東地区高等学校野球大会ダイジェスト〜ROAD TO センバツ〜
放送日：2015年10月31日 - 11月1日・11月3日 - 11月5日[注釈 11]、23:00 - 23:30
開催地：埼玉県
幹事局：テレビ埼玉
放送スタジオ：テレビ埼玉第2スタジオ
MC：波多江良一
解説：神長英一
2013年の茨城開催以来2年ぶりに、テレビ埼玉幹事での放送。
- 第69回秋季関東地区高等学校野球大会ダイジェスト〜ROAD TO センバツ〜
放送日：2016年10月22日 - 10月24日・10月29日 - 10月30日、23:00 - 23:30
開催地：栃木県
幹事局：とちぎテレビ
放送スタジオ：とちぎテレビ内スタジオ
MC：鈴江晴彦、吉田愛梨
今回はサブタイトルとして、「次のHEROは俺たちだ」がついている。
- 第70回秋季関東地区高等学校野球大会ダイジェスト〜ROAD TO センバツ〜[11]
放送日：2017年10月23日 - 10月28日（除：25日）、23:00 - 23:30[注釈 12]
開催地：神奈川県
幹事局：テレビ神奈川
放送スタジオ：テレビ神奈川第2スタジオ
MC：長澤彩子
解説：渡辺元智
リポーター：吉井祥博・根岸佑輔
この年のテレビ神奈川制作により、5局全てでの製作が一巡したことになる。
- 第71回秋季関東地区高等学校野球大会ダイジェスト〜ROAD TO センバツ〜[12]
放送日：2018年10月20日 - 10月28日、23:00 - 23:30（調整日等で試合がない日は休止）
開催地：山梨県
幹事局：千葉テレビ放送
放送スタジオ：山梨県小瀬スポーツ公園野球場（山日YBS球場）内スタジオ
MC：黒沢幸司
アシスタント：木下千恵子
2011年の山梨開催同様、今回も千葉テレビ放送制作・山梨放送制作協力で放送（ただし、今回も山梨放送では放送されない）。MCも、2014年千葉開催MCの黒沢が続投。ただし甲府CATVでの放送が既にないため、大会会場の1つである山日YBS球場からの放送に変更されている。
- 第72回秋季関東地区高等学校野球大会ダイジェスト〜ROAD TO センバツ〜[13]
放送日：2019年10月21,26,27日、23:00 - 23:30
開催地：群馬県
幹事局：群馬テレビ
放送スタジオ：群馬テレビ第2スタジオ
MC：三隅有里子、小松正英
解説：高橋幸男
2012年以来、7年ぶりの群馬テレビ幹事での放送。この年より、tvkが25:00 - 25:30に遅れネットとなり、5局同時ネットではなくなった。
- 第73回秋季関東地区高等学校野球大会ダイジェスト〜ROAD TO センバツ〜[14]
放送日：2020年10月24,25,27,31日、11月1日、23:00 - 23:30
開催地：千葉県
幹事局：千葉テレビ放送
放送スタジオ：千葉テレビ放送第2スタジオ
MC：いけだてつや、泉水はる佳
2018年の山梨開催以来2年ぶりに、千葉テレビ放送幹事での放送。2019年に同局の『高校野球ダイジェスト 白球ナイン』のMCを務めたいけだてつやがMCを務めるが、局アナ・フリーアナ以外のタレントがMCを務めるのは初のケース。
- 第74回秋季関東地区高等学校野球大会ダイジェスト〜ROAD TO センバツ〜[15]
放送日：2021年10月30,31日、11月2,6,7日、23:00 - 23:30[注釈 13]
開催地：茨城県
幹事局：テレビ埼玉
放送スタジオ：テレビ埼玉第2スタジオ
MC：小笠原聖
2015年の埼玉開催以来6年ぶりに、テレビ埼玉幹事での放送。
- 第75回秋季関東地区高等学校野球大会ダイジェスト〜ROAD TO センバツ〜[16]
放送日：2022年10月22,23,25[注釈 14],29,30日、23:00 - 23:30
開催地：埼玉県
幹事局：テレビ埼玉
放送スタジオ：テレビ埼玉第2スタジオ
MC：小笠原聖
前年が茨城開催で今年が埼玉開催のため、2年連続でテレビ埼玉幹事での放送となり、小笠原も2年連続でのMCとなった。
- 第76回秋季関東地区高等学校野球大会ダイジェスト〜ROAD TO センバツ〜[17]
放送日：2023年10月21,22,24,28,29日、23:00 - 23:30
開催地：栃木県
幹事局：とちぎテレビ
放送スタジオ：とちぎテレビ第1スタジオ[18]
MC：篠田和之、小林厚妃
- 第77回秋季関東地区高等学校野球大会ダイジェスト〜ROAD TO センバツ〜[19]
放送日：2024年10月26日-11月4日（除：10月30日 - 11月2日[注釈 15]）、23:00 - 23:30
開催地：神奈川県
幹事局：テレビ神奈川
放送スタジオ：テレビ神奈川第2スタジオ
MC：照井七瀬
解説：石川雄洋（10月27日のみ欠席で、根岸佑輔が代役）

##### 都市対抗野球大会ダイジェスト
第85回（2014年）から、独立5局各局の共同制作番組として、毎年7月に東京ドームで行われる都市対抗野球大会の試合結果をダイジェストで放送。原則として23:00 - 23:30に放送するが、一部局ではほぼ同時期に行われる高校野球関連番組の都合上遅れネットとなる。前述の『ROAD TO センバツ』をベースに、2014年に5局共同制作番組としてはじめて放送された。J SPORTSでも遅れネットで放送。テレビ埼玉幹事で、東京ドーム内のスタジオから放送。大会主催の毎日新聞と、関東地方の大会出場チームを持つ企業が番組スポンサーを務めるが、ACジャパンのCMも放送される。
番組開始以来、中田浩光が毎年MCを務めている。
理由は不明だが、第95回（2024年）は放送が無く、第96回（2025年）で2年ぶりの放送となった。
- 第85回都市対抗野球大会ダイジェスト（2014年7月18日 - 29日、放送時間は5局で異なる）[22]
MC：中田浩光、栗山麗美※2016年まで、この両名が担当した。
当該期間中、5局同時ネットの『JOYnt!』および『U字工事のShake-Hands!』は放送時間が変更または欠番扱いとなる。群馬テレビは23:00からの放送が原則だが、23日（水）と28日（月）は24:00 - 24:30に遅れネット。また、テレビ神奈川・千葉テレビ放送は23:30 - 24:00に遅れネット（テレビ神奈川は『高校野球ニュース』放送のため、千葉テレビ放送は『高校野球ダイジェスト』が土曜のみ23:10までの放送であり、平日も含め23:30まではテレビショッピングなどで穴埋めするため）
- 第86回都市対抗野球大会ダイジェスト（2015年7月18日 - 29日、放送時間は5局で異なる）[23]
- 第87回都市対抗野球大会ダイジェスト（2016年7月15日 - 26日、放送時間は5局で異なる）[24]
- 第88回都市対抗野球大会ダイジェスト（2017年7月14日 - 25日、放送時間は5局で異なる）[25]
MC：中田浩光、増田美香
この年より、テレビ神奈川も23:00 - 23:30に放送のため、千葉テレビ放送を除く4局で同時ネットとなる。千葉テレビ放送は、引き続き『高校野球ダイジェスト』の放送の都合上、23:30 - 24:00に遅れネット。
- 第89回都市対抗野球大会ダイジェスト（2018年7月13日 - 24日、放送時間は5局で異なる）[26]
MC：中田浩光、佐藤琴菜
- 第90回都市対抗野球大会ダイジェスト（2019年7月13日 - 25日、放送時間は5局で異なる）
MC：中田浩光、長澤彩子
- 第91回都市対抗野球大会ダイジェスト（2020年11月22日 - 12月3日、放送時間は5局で異なる）[27]
- 第92回都市対抗野球大会ダイジェスト（2021年11月28日 - 12月9日、放送時間は5局で異なる）[28]
- 第93回都市対抗野球大会ダイジェスト（2022年7月18日 - 7月29日、放送時間は5局で異なる）
- 第94回都市対抗野球大会ダイジェスト（2023年7月14日 - 7月25日、放送時間は5局で異なる）
- 第96回都市対抗野球大会ダイジェスト（2025年8月28日 - 9月8日、放送時間は5局で異なる）
MC：中田浩光（2020年以降は女性MCを設けていない）
2020年は、本来2020年東京オリンピック開催日が例年の7月開催と重なるため、11月 - 12月の開催となった。そのため、高校野球関連番組との重複はないが、テレビ神奈川・千葉テレビ放送・群馬テレビでは全部または一部開催日で遅れネットとなる[注釈 20]。
2021年も同様にオリンピック開催と避けるために11月 - 12月の開催となった。とちぎテレビでは、火曜のみ『先輩がうざい後輩の話』が他局と遅れが生じるのを避けるため遅れネット。群馬テレビでも、『JOYnt!』と重複する水曜など一部日程で遅れネット。
前述の通り、2024年の第95回都市対抗野球大会については放送されなかった。

#### 2014年3月までに同時ネット廃止、または放送終了した番組
- 犬飼さんちの犬（水曜）（東名阪ネット6共同制作、2011年4月7日 - 6月22日）
前述のとおり、JOYの病気療養に伴う『JOYnt!』放送延期による措置。
- Rock to the Future→ろっくとぅざふゅーちゃー（木曜）（とちぎテレビ制作、2011年4月 - 2012年3月）
5局同時ネット開始前は、栃木ローカルの番組であった。
2011年4月 - 12月は『Rock to the Future』、2012年1月 - 3月はタイトルを平仮名に変えた『ろっくとぅざふゅーちゃー』として放送。後番組は『ロッケンロール』。2丁拳銃など、殆どのレギュラーがそのまま『ロッケンロール』に出演しているが、シマッシュレコードは降板してニブンノゴ!に交替した。
- 玉ニュータウン→玉ニュータウン 激動編（金曜）（テレビ埼玉制作、2011年4月 - 2013年3月）
5局同時ネット開始前より、他局へのネットを行っていた。
2011年4月 - 2012年3月は『玉ニュータウン』として放送。3月末に2週間の充電期間（5局別々に穴埋め番組を放送）を経て、2012年4月 - 2013年3月は『玉ニュータウン 激動編』として放送されていた。
- 雷イチゴ（木曜）（とちぎテレビ制作、2013年4月  - 2014年3月）
かつてとちぎテレビで放送されていた『人格ラヂオの咲け〜バンギャル!!』に出演していた、人格ラヂオの悠希がメインとなる、栃木県内でのロケを中心とした番組。
- ダイアモンド☆ユカイとユカイなラーメン研究所（木曜）（とちぎテレビ制作、2014年4月 - 6月）
佐野市在住で、「佐野ブランド大使」のダイアモンド☆ユカイと、「佐野市ブランドキャラクター」さのまるによるラーメンを題材にしたグルメ番組。3ヶ月間の限定番組。
- ロッケンロール（木曜）（とちぎテレビ制作、2012年4月 - 2014年6月 ※同時ネットは2013年3月まで）
2丁拳銃などの主な出演者・番組内容等、事実上『ろっくとぅざふゅーちゃー』の後継番組である。
2013年3月28日放送で同時ネットを終了。番組自体は継続し、各局別々の放送時間になる。また、テレビ埼玉はネットを打ち切り、とちぎテレビを含めた4局で放送する。テレビ神奈川も2014年3月でネットを打ち切り、最終回時点ではとちぎテレビ・千葉テレビ放送・群馬テレビでの放送であった。
- キンシオ（月曜）（テレビ神奈川制作、同時ネット期間：2011年4月 - 2014年3月）
5局同時ネット開始前は、tvkと北海道放送2局のみで放送されていた。
2013年2月18日 - 3月25日は、キン・シオタニの病気療養に伴い、過去に放送された企画の再編集放送を行っていた。
2014年4月以降もtvkでは月曜 23:00 - 23:30放送で継続するが、同時ネットは群馬テレビ・とちぎテレビ（とちぎテレビは2017年3月まで同時ネットで、4月以降は遅れネットとなっている）となる。テレ玉は火曜に、チバテレは土曜に移動する。テレ玉では火曜21時台の放送のため、しばしば欠番扱いが発生するようになった。チバテレは2014年4月以降、放送時間変更が相次いでおり、欠番も多く発生している（特に2016年以降は月数回しか放送されず、顕著である）。
- 白黒アンジャッシュ（火曜）（千葉テレビ放送制作、同時ネット期間：2011年4月 - 2014年3月）
5局同時ネット開始前より、他局へのネットを行っていた。
2013年1月1日は「元日スペシャル」として、他の番組が年末年始編成で休止する中、当番組のみ放送した。千葉テレビ放送以外の局は同日中の遅れネットなどで対応するが、テレビ神奈川に限り当該週放送分は休止（欠番扱い）とし、代替放送は行わなかった。
2014年4月以降もチバテレでは火曜 23:00 - 23:30放送で継続するが、同時ネットは群馬テレビ・とちぎテレビとなる（群馬テレビは2015年3月まで同時ネットで、4月以降は同じ火曜に遅れネット。とちぎテレビは2017年3月まで同時ネットで、4月以降は遅れネットとなっている）。tvk・テレ玉ともに同じ火曜だが別の時間に放送する。テレ玉は同じ火曜だが23:00よりも更に遅い時間帯の放送となる。tvkでは火曜21時台の放送のため、しばしば欠番扱いが発生するようになった。
- モテ福（金曜）（テレビ埼玉制作、同時ネット期間：2013年4月 - 2014年3月）
2013年4月5日放送開始。2013年3月まで放送されていた『玉ニュータウン 激動編』のスタッフが引き続き担当する、温泉宿を舞台としたバラエティ番組。
2014年4月以降もテレ玉では金曜 23:00 - 23:30放送で継続するが、同時ネットは群馬テレビ・とちぎテレビとなる（とちぎテレビは2017年3月まで同時ネットで、4月以降も同じ金曜だが23:00より遅い時間帯での放送となる）。チバテレは同じ金曜だが23:00よりも更に遅い時間帯の放送となる。tvkでは金曜21時台→土曜19時台（2014年7月より）の放送のため、欠番扱いが多数発生している（特に2014年4月は全て欠番であり、8月も全5回中2回の放送に留まった）。

### 共同制作番組

#### 現在放送中の番組
2017年4月以降は、放送なし。

#### 雨傘番組
- 日本ふるさと百景
2011年の開始当初は東名阪ネット6（tvk,CTC,TVS）共同製作で、後に2013年にGYTも制作局に加わった。しばらくはGTVのみ製作・放送ともにしていなかったが、2019年にGTVを含め独立局全局が参加することになった。各局とも、穴埋めとして放送。

#### 放送終了
- 今夜野宿になりまして（2012年7月 - 12月 ※とちぎテレビは2012年10月 - 2013年3月、放送時間は5局で異なる）
「チーム今夜野宿」として、東名阪ネット6参加各局との共同制作（参加局は合計で8局）。
- 業界用語の基礎知識 壇蜜女学園（2013年1月8日 - 3月26日）
毎週火曜日の25:00 - 25:30に、5局同時ネットで放送。ひかりTVとの共同制作。あらゆる業界の業界用語をとりあげたバラエティ番組で、壇蜜初の冠番組である。
- 猫侍（2013年10月 - 12月、放送時間は5局で異なる）
東名阪ネット6参加各局などとの共同制作（参加局は合計で16局）。
- 西遊記外伝 モンキーパーマ（【season1】2013年10月 - 12月・【season2】2014年4月 - 6月、放送時間は5局で異なる。[注釈 21]）
東名阪ネット6参加各局などとの共同制作（参加局は合計で10局）。森崎博之、安田顕、戸次重幸、大泉洋、音尾琢真が所属する人気演劇ユニット、TEAM NACSが声優を勤める人形劇。DVDも発売され、人気番組である。
- 乾杯戦士アフターV（2014年4月 - 6月、放送時間は5局で異なる）
東名阪ネット6参加各局との共同制作（参加局は合計で8局）。
- 怪談TV 稲川淳二の超こわい話（2014年7月、放送時間は5局で異なる）
東名阪ネット6共同制作で2010年に放送されていた『稲川大百怪 噂の百物語』に次ぐ、稲川淳二による怪談番組。今回は5局会共同制作で全4回放送。DVDシリーズである『稲川淳二の超こわい話』のテレビ版。
- 幼獣マメシバ 望郷篇（2014年7月 - 9月、放送時間は5局で異なる）
東名阪ネット6参加各局などとの共同制作（参加局は合計で20局）。『幼獣マメシバ』シリーズの第4弾。
第2弾の『マメシバ一郎』、第3弾の『マメシバ一郎 フーテンの芝二郎』では群馬テレビが制作局にはなっておらず放送もなかったが、今作では群馬テレビも加わったことで、5局共同制作となった。
- 猫侍 SEASON2（2015年4月 - 6月、放送時間は5局で異なる）
東名阪ネット6参加各局などとの共同制作（参加局は合計で19局）。『猫侍』の続編。
- 東京キッド（2015年4月 - 6月、放送時間は5局で異なる）
東名阪ネット6参加各局との共同制作。
- 新★乾杯戦士アフターV（2015年10月 - 12月）
東名阪ネット6参加各局との共同制作（参加局は合計で8局）。
- 肉食女子部（2015年10月 - 2016年3月）
サンテレビジョン、岐阜放送等との共同制作（参加局は合計で10局）。
- 猫忍（2017年1月 - 3月、放送時間は5局で異なる）
東名阪ネット6参加各局などとの共同制作。『猫侍』と同一スタッフによる時代劇。

### 5局共同製作でない番組例
ごく一部の番組では関東独立5局会加盟局から1、2局のみ製作から外れて製作されている番組がある。ここではGTV、GYTを除く東名阪ネット6、首都圏トライアングルのみの共同製作番組は除く。
- 幼獣マメシバシリーズ
前述のとおり、第2弾の『マメシバ一郎』、第3弾の『マメシバ一郎 フーテンの芝二郎』はGTVのみ製作に関与していない。第4弾の『幼獣マメシバ 望郷篇』ではじめてGTVが制作局となった。
- 欧州ワイン紀行〜銘醸ワインの産地を訪ねて〜
KBS京都幹事で、tvk,TVS,GYT,GTVなどの共同制作番組だったが、CTCのみ製作・放送ともにしていない。
- モンキーパーマIII
season1、2では5局+他の5局の共同製作番組だったが、今作のみTVSが製作に関与していない。
- 白鳥麗子でございます!（2016年版）
tvk,CTC,TVSの他7局の共同製作。GYTは製作局ではないがネット受けはしている。GTVのみ製作・放送ともにしていない。
- ダイドードリンコスペシャル 日本の祭り→ダイドーグループ 日本の祭り
全国各地の地方局持ち回り制作。元々tvk,CTC,TVSが参加していたが、後に2016年にGYTも制作局に加わった。GTVのみ製作・放送ともにしていない。

### 特別企画
- 映画『戦場にかける橋』（2014年12月31日 18:59 - 20:55）
5局同時ネット特別企画として、2014年大晦日に同時ネット放送[29]。平日23時台以外の同時ネットは、前述の『業界用語の基礎知識 壇蜜女学園』以来となる。
- テレビドラマ『PAN AM/パンナム』（2015年1月 - 3月、放送時間は5局で異なる）
地上波初放送であり、ドラマ本編放送中は一切CMを流さないという試みが行われる。

### 編成関与・他局制作番組
- AKB0048（2012年4月 - 7月・2013年1月 - 3月）
5局各局のプロデューサーが編成関与という形で参加している。ただし、制作著作には「AKB0048制作委員会」とのみクレジットされており、各局はクレジットされていない。
- ドラマ特区（2020年4月 -）
毎日放送（MBS）制作。開始時から首都圏トライアングル3局でネットされていたが、『ピーナッツバターサンドウィッチ』から、GTVとGYTでもネット。

## マスコット
- GTSCKちゃん - 5いっしょ3ちゃんねる大使として作られた[3]。群馬の「G」（顔）、栃木の「T」（肩・腕）、埼玉の「S」（胴体）、千葉の「C」（腰から尻）、神奈川の「K」（足）というアルファベット5文字を縦に並べて人型にしたもので、5局を示している。